# هنري بلمب
كان تشارلز هنري بلامب (بالإنجليزية: Charles Henry Plumb)‏ (27 مارس 1925 - 15 أبريل 2022) سياسيًا ومزارعًا بريطانيًا دخل السياسة كزعيم للاتحاد الوطني للمزارعين ‏. أصبح لاحقًا ناشطًا في حزب المحافظين وانتخب عضوًا في البرلمان الأوروبي حيث شغل هذا المنصب من 1979 إلى 1999، وكان رئيس البرلمان الأوروبي من 1987 إلى 1989، وهو البريطاني الوحيد الذي شغل هذا المنصب.